# فرناندو آلمیدا دی اولیویرا
فرناندو آلمیدا دی اولیویرا (به پرتغالی: Fernando Almeida de Oliveira) هافبک اهل برزیل است که در شهر باهیا و در تاریخ ۱۸ ژوئن ۱۹۷۸ به دنیا آمده‌است.
فرناندو آلمیدا دی اولیویرا در تیم‌های فوتبال Vitória، کاشیما آنتلرز، کروزیرو، الشباب عربستان سعودی، Atlético Paranaense، باشگاه ورزشی الاهلی قطر، Vitória سابقهٔ حضور دارد.